# Communauté de communes du canton de Pont-de-Veyle
La communauté de communes du canton de Pont-de-Veyle est une ancienne communauté de communes située dans l'Ain et regroupant 12 communes.

## Historique
- 23 novembre 1998 : constitution de la communauté de communes du canton de Pont-de-Veyle et dissolution du SIVOM du canton de Pont-de-Veyle et du SIVU pour l'accueil des entreprises et d'activités économiques de Pont-de-Veyle et sa région.
- 30 décembre 1999 : dissolution du syndicat intercommunal à vocation unique du plan d'eau de Cormoranche-sur-Saône.
- 30 décembre 1999 : transfert des compétences du SIVU du plan d'eau à la communauté et précision des statuts.
- 11 février 2002 : ajout de compétences : organisation de stages de formation personnel communal, mise en place d'un service de remplacement et renfort de personnel communal, formation des élus sur l'intercommunalité.
- 16 mai 2002 : gestion et financement des dépenses d'un centre de médecine scolaire.
- 3 mars 2005 : extension des compétences (assainissement non collectif).
- 12 septembre 2006 : modification des compétences et des règles de fonctionnement.
- 1er janvier 2017 : disparition à la suite de la fusion avec la communauté de communes des bords de Veyle sous le nom de Communauté de communes de la Veyle.

## Composition

Communes de la communauté de communes.

Elle est composée des communes suivantes :
| Nom                     | Code Insee | Gentilé         | Superficie (km2) | Population (dernière pop. légale) | Densité (hab./km2) |
| ----------------------- | ---------- | --------------- | ---------------- | --------------------------------- | ------------------ |
| Pont-de-Veyle (siège)   | 01306      | Pont-de-Veylois | 1,94             | 1 595 (2014)                      | 822                |
| Bey                     | 01042      | Beydouins       | 2,77             | 265 (2014)                        | 96                 |
| Cormoranche-sur-Saône   | 01123      | Cormoranchois   | 9,85             | 1 089 (2014)                      | 111                |
| Crottet                 | 01134      | Crottassis      | 12,12            | 1 719 (2014)                      | 142                |
| Cruzilles-lès-Mépillat  | 01136      | Cruzillards     | 11,84            | 832 (2014)                        | 70                 |
| Grièges                 | 01179      | Griègeois       | 14,87            | 1 908 (2014)                      | 128                |
| Laiz                    | 01203      | Laiziens        | 10,31            | 1 191 (2014)                      | 116                |
| Perrex                  | 01291      | Perrexiens      | 11,07            | 796 (2014)                        | 72                 |
| Saint-André-d'Huiriat   | 01334      | Huiriatis       | 9,00             | 557 (2014)                        | 62                 |
| Saint-Cyr-sur-Menthon   | 01343      | Saint-Cyriens   | 16,93            | 1 730 (2014)                      | 102                |
| Saint-Genis-sur-Menthon | 01355      |                 | 11,55            | 473 (2014)                        | 41                 |
| Saint-Jean-sur-Veyle    | 01365      |                 | 11,21            | 1 090 (2014)                      | 97                 |

## Compétences
- Assainissement non collectif
- Traitement des déchets des ménages et déchets assimilés
- Politique du cadre de vie
- Protection et mise en valeur de l'environnement
- Activités sanitaires
- Action sociale
- Création, aménagement, entretien et gestion de zone d'activités industrielle, commerciale, tertiaire, artisanale ou touristique
- Action de développement économique (Soutien des activités industrielles, commerciales ou de l'emploi, soutien des activités agricoles et forestières...)
- Construction ou aménagement, entretien, gestion d'équipements ou d'établissements culturels, socioculturels, socioéducatifs, sportifs
- Activités culturelles ou socioculturelles
- Schéma de cohérence territoriale (SCOT)
- Schéma de secteur
- Création et réalisation de zone d'aménagement concerté (ZAC)
- Constitution de réserves foncières
- Aménagement rural
- Programme local de l'habitat
- Politique du logement social
- Opération programmée d'amélioration de l'habitat (OPAH)
- Autres

## Projets réalisés par l'intercomunalité

### Infrastructures sportives
- L'Escale, complexe sportif et événementiel à Saint-Jean-sur-Veyle inauguré en 2008[1]. Il a été nommé ainsi en hommage à François Legat, explorateur français né à Saint-Jean-sur-Veyle.
- Deux terrains de sport sont localisés près de la zone d'activités des Balloux à Laiz, il y a un terrain de football et un de rugby.
- Terrain de skatepark à Crottet pour la pratique de skate, de roller et de BMX.
- Deux terrains de tennis couverts à Crottet près de la piste de skate.

Quelques équipements sportifs.
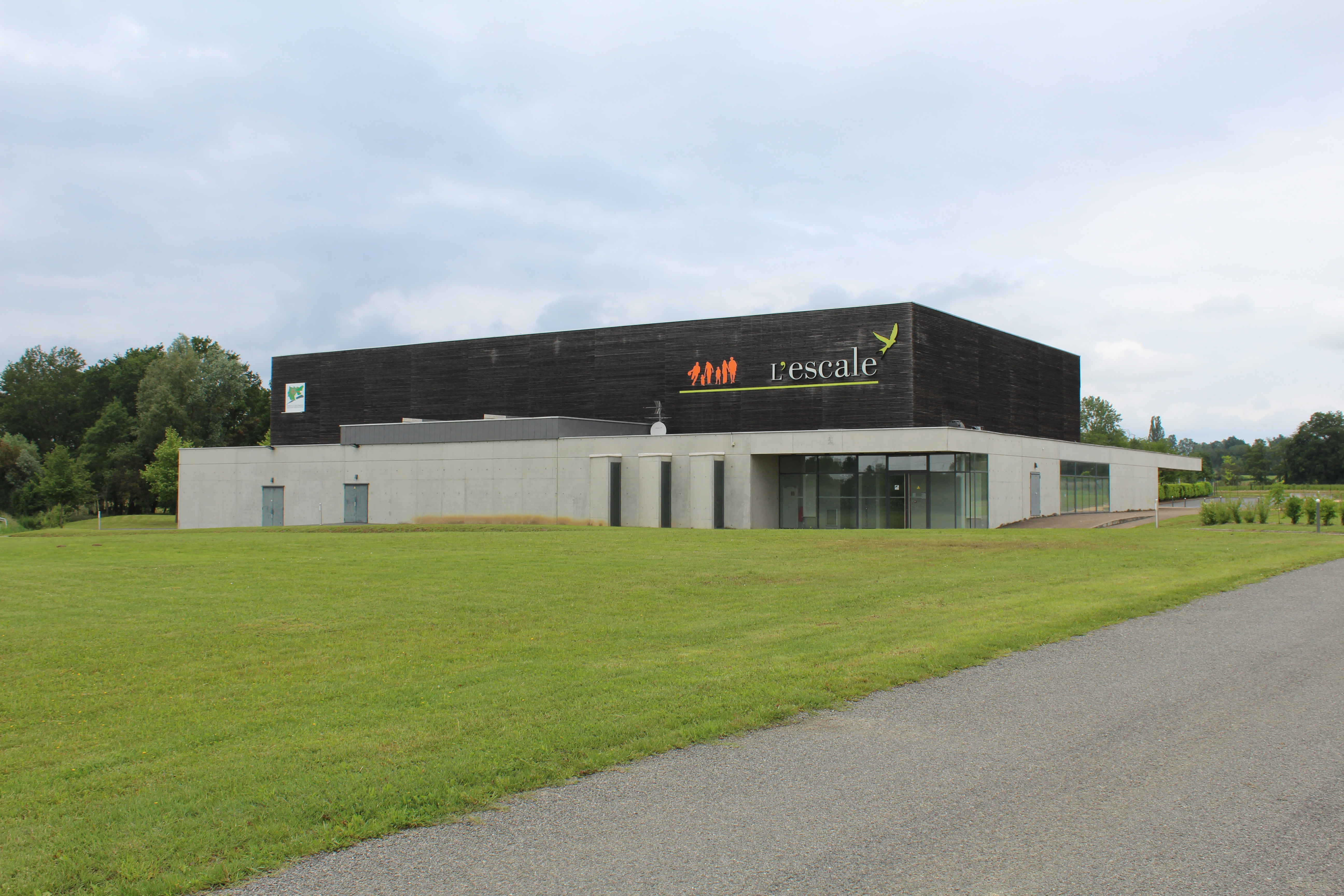
L'Escale.
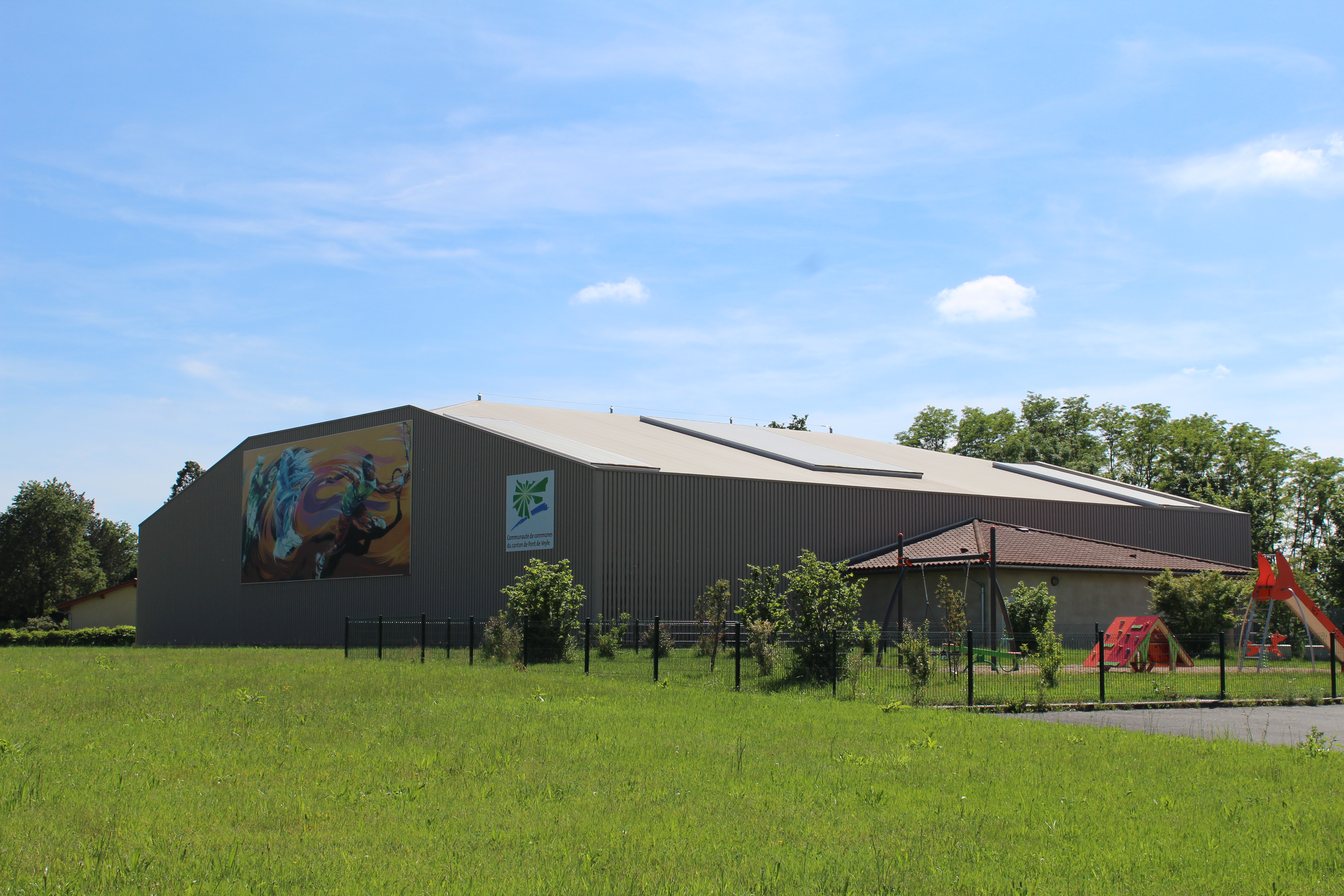
Terrains de tennis couverts.
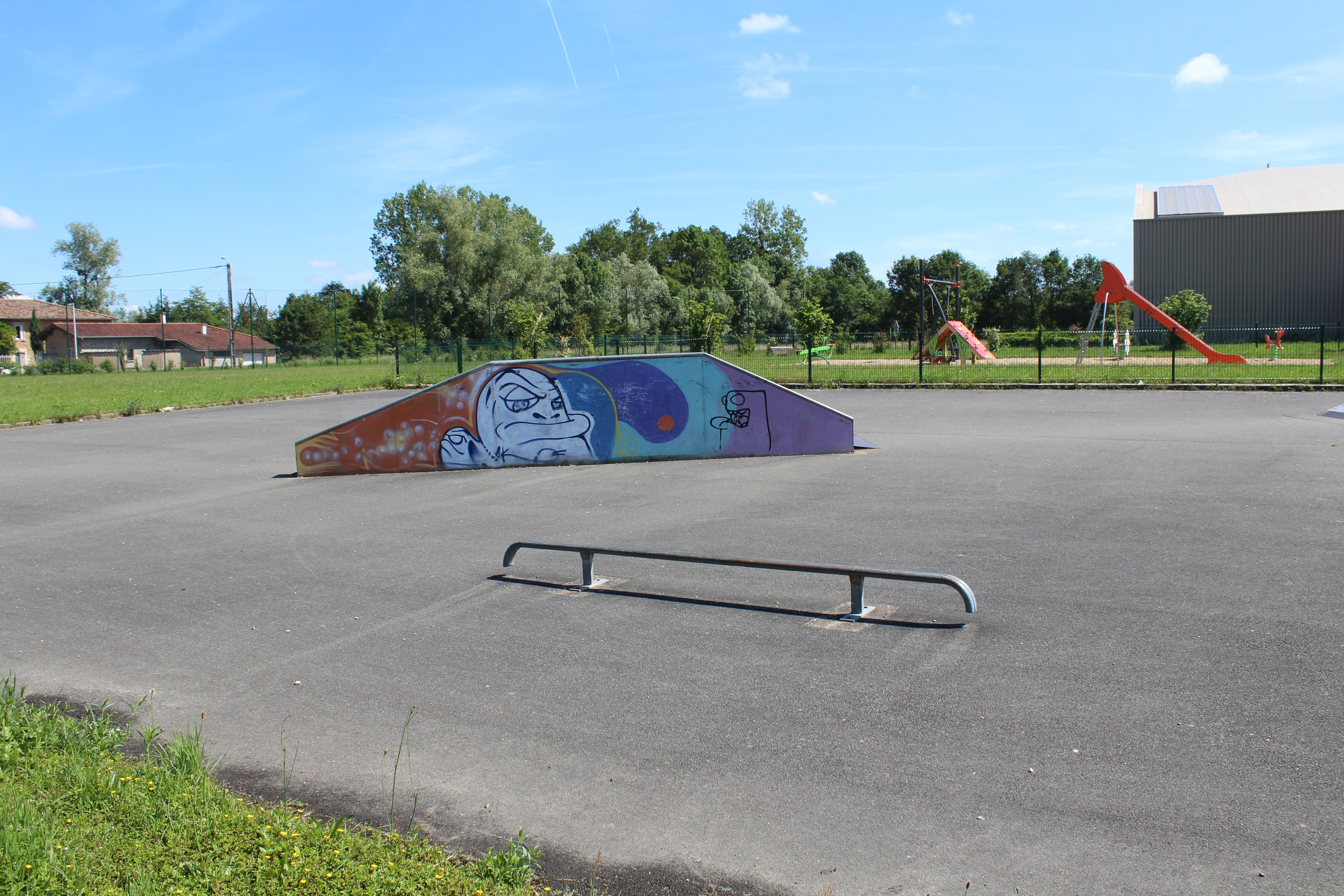
Terrain de skatepark.

## Jumelage
La communauté de communes est jumelée avec la commune de Straubenhardt ( Allemagne). Les 2,3 et 4 juillet 2010, quatre mille personnes ont assisté aux dix ans de ce jumelage fêtés dans l'espace communautaire de la base de loisirs de Cormoranche-sur-Saône.

## Pour approfondir